# Acalolepta semisericea
Acalolepta semisericea es una especie de escarabajo longicornio del género Acalolepta, tribu Monochamini, subfamilia Lamiinae. Fue descrita científicamente por Pic en 1935.
Se distribuye por China. Mide aproximadamente 14-15 milímetros de longitud.